# Acalypha laxiflora
Acalypha laxiflora é uma espécie de flor do gênero Acalypha, pertencente à família Euphorbiaceae.